# 2316 Jo-Ann
2316 Jo-Ann је астероид главног астероидног појаса са средњом удаљеношћу од Сунца која износи 2,452 астрономских јединица (АЈ).
Апсолутна магнитуда астероида је 12,7.